# Dekanat Dębowiec
Dekanat Dębowiec – dekanat diecezji rzeszowskiej składający się z 8 parafii:
- Cieklin – św. Michała Archanioła
  - Dobrynia – kościół filialny Podwyższenia Krzyża Świętego,
- Dębowiec – św. Bartłomieja Apostoła
  - Dębowiec – sanktuarium Bazylika Matki Bożej Płaczącej z La Salette,
  - Łazy Dębowieckie – kościół filialny Matki Bożej Królowej Polski,
- Folusz – Najświętszego Serca Pana Jezusa
- Harklowa – św. Doroty
  - Grudna Kępska – kościół filialny Ducha Świętego,
- Osiek Jasielski – Przemienienia Pańskiego
  - Osiek Jasielski – kościół filialny Przemienienia Pańskiego,
- Osobnica – św. Stanisława Biskupa
- Załęże – św. Jana Chrzciciela
  - Załęże – kościół filialny św. Jana Chrzciciela,
  - Wola Dębowiecka – kościół filialny św. Trójcy,
- Zawadka – Miłosierdzia Bożego